# Eureden
Eureden est une coopérative agricole française.

## Historique

### Origine
En 2010, Triskalia naît de la fusion de trois coopératives : Coopagri Bretagne, la Coopérative des Agriculteurs du Morbihan (CAM56) et l'Union Eolys.

### Fusion avec Cecab et UFM
En 2015, les coopératives Cecab et UFM fusionnent. Le Groupe Cecab décide de changer de nom et de s’appeler « Groupe d’aucy ».

### Renommage
Les groupes d’aucy et Triskalia annoncent se regrouper dans un nouvel ensemble coopératif et breton prenant le nom d'Eureden. L’Autorité de la concurrence valide en juillet 2019 le projet d’union, également adopté dans les assemblées générales des deux groupes,. L'union est effective en janvier 2020 et la fusion des coopératives a lieu en janvier 2021.
Dans le cadre de ce rapprochement, l'Autorité de la concurrence demande à la nouvelle entité de céder plusieurs actifs industriels et commerciaux. Ces actifs concernent des points de collecte de céréales et des pôles de distribution/ jardinerie. Plusieurs coopératives agricoles majeures participent au rachat de ces actifs dont Agrial et Le Gouessant.

## Organisation
La coopérative regroupe plus de 20 000 adhérents et 9 000 salariés.
Le conseil d'administration comprend 350 élus.

## Activités
Le groupe Eureden comprend plusieurs branches d'activité :
- Les sociétés Aubret[11] et André Bazin[12].

- Les marques d’aucy, Paysan Breton et Cocotine[13].

- Une filiale Gelagri[14].

- L’enseigne Le Récolteur[15].
- La société Ovofit, spécialisée dans la fabrication et la commercialisation de produits élaborés d’œufs[16].

## Affaires judiciaires
Le 1er mars 2024, le tribunal de Brest condamne pour maltraitance animale à 60 000 € chacune (dont 20 000 € avec sursis) deux sociétés affiliées au groupe Eureden : la SARL Kerdoncuff et la SCEA de Trébeolin. Le jugement du tribunal interdit également aux deux sociétés de détenir des animaux pendant un an. Cette condamnation fait suite à plusieurs mises en demeure non exécutées après des contrôles de la Direction départementale de la Protection des populations (DDPP) qui a constaté 8 934 infractions depuis 2019, date de la plainte de L214.